# Eugowra uniseta
Eugowra uniseta är en tvåvingeart som beskrevs av Daniel J. Bickel 2006. Eugowra uniseta ingår i släktet Eugowra och familjen dansflugor. Inga underarter finns listade i Catalogue of Life.